# Принц од Врање
Стефан Здравковић (Врање, 29. септембар 1993), познат као Принц од Врање или само Принц, српски је певач и текстописац. Након победе на Песми за Евровизију ’25 са песмом Мила, представљао је Србију на Песми Евровизије 2025.

## Биографија
Стефан је рођен у Врању, а од 2002. године живи у Београду. Био је државни првак и вицешампион Србије у каратеу, такмичио се и за репрезентацију. У средњој школи, са 15 година, почиње да се бави музиком, када је са пријатељима основао бенд Шеста жица.
По занимању је филолог, завршио је одсек за скандинавске језике, књижевност и културу, норвешки језик, на Филолошком факултету Универзитета у Београду. Здравковић пева, свира гитару и бубњеве. Од 2016. године певач је групе Сизип.
Године 2020. добио је главну улогу у рок опери „Jesus Christ Superstar”, Ендруа Лојда Вебера и Тима Рајса, коју је организовао Културни центар Студентског града.
Учествовао је на многим фестивалима, као што је Славјански базар у Белорусији. Победник је Међународног музичког такмичења „Речне ноте” у Бугарској, а такође је победио на једном од највећих музичких фестивала на Малти. Поред поменутих, учествовао је и на фестивалима у Казахстану, Литванији, Италији и Шпанији.
Написао је песму Лепо моје Врање, коју је отпевао његов пријатељ Ђорђе Поповић.
На међународном певачком такмичењу „Глас” у Бугарској, од 4.000 пријављених, улази у 12 најбољих, тј. у полуфинале, 2021. године.

### Песма за Евровизију
Године 2022. Здравковић се повукао са такмичења „Песма за Евровизију '22”. Пријављена песма Љуби свог човека, коју је написала Леонтина Вукомановић, добила је нови назив Љуби, љуби довека и остала је у такмичењу у интерпретацији Тијане Дапчевић.
Следеће 2023. године, објављено је да ће учествовати на „Песми за Евровизију '23” песмом Цвет са истока, коју је написао Душан Бачић, а аранжман је урадио Дејан Николић. Песма је инспирисана старом легендом коју људи везују за Бели мост у Врању. Прича датира из доба Врања под Османлијама, када се Туркиња Ајша заљубила у Стојана, а њихова љубав је била забрањена. Главни мотиви су љубав, пркос, борба и савладавање препрека. На коментаре о оријенталним елементима у песми, Стефан је рекао да је оријент људима са ових простора у крви, а посебно у врањанској народној ношњи, музици и игри, као и архитектури, говору, храни итд. На наступу за такмичење радио је са светски познатим кореографом Аленом Сестарићем, који је сарађивао са Лејди Гагом и Витни Хјустон. У тиму плесачица је Петра Хајдук, такође са светском каријером, која је плесала са Робијем Вилијамсом и снимала филм са Аријаном Гранде. У објављеним резултатима гласања видело се да је Принц освојио највише гласова публике и у 1. полуфиналу и у финалу, али се, у коначном збиру са гласовима жирија, нашао на 2. месту одмах иза Лук Блека.

## Награде и номинације
| Година | Награда                 | Рад            | Исход    | Реф.          |
| ------ | ----------------------- | -------------- | -------- | ------------- |
| 2023.  | Песма за Евровизију ’23 | Цвет са Истока | 2. место | [ 15 ] [ 16 ] |
| 2025.  | Песма за Евровизију ’25 | Мила           | 1. место | [ 17 ] [ 18 ] |

## Дискографија
Студијски албуми
- Мила (2025)

Синглови
- Сачувај лето за мене са SevdahBABY (2021)
- Само ми је лепо (2022)
- Цвет са истока (2023)
- Дивна (2023)
- Мирно (2023) дует са Гоца Тржан
- Кад пожелиш (2023) са групом Регина
- Ајша (2024)
- Паучина (2024) дует са Шејлом Зонић
- Мила (2025)

## Фестивали
Славянский базар, Белорусија:
- Dream on / Април у Београду, 2020.

Malta international contest:
- Победник фестивала, 2020.

Песма за Евровизију:
- Цвет са истока, друго место, 2023.
- Мила, прво место, 2025.

Београдско пролеће:
- Дивна, 2023.

Бисер Јадрана:
- Чардак, Златни бисер, победничка песма, 2024.